# Семичёв, Алексей Александрович
Алексе́й Алекса́ндрович Семичёв (1893, Брянск — 1941, ГУЛАГ) — деятель ВКП(б), 1-й секретарь Коми обкома ВКП(б). Входил в состав особой тройки НКВД СССР.

## Биография
Родился в Брянске в 1893 году в семье сапожника по найму. В 1903 г. окончил три класса церковно-приходской школы.
Послужной список:
- май 1903-сентябрь 1905 рабочий у кустаря по производству верёвок.
- сентябрь 1905 — апрель 1907 рабочий-концевой канатной фабрики Комарова.
- апрель 1907 — октябрь 1910 рабочий-концевой и машинист канатной фабрики Мартынова.
- октябрь-декабрь 1910 г. безработный.
- декабрь 1910 — май 1911 помощник агента по отправке грузов по железной дороге ломового извозного промысла Сыркина и Виленчина.
- май 1911 — март 1913 рабочий-машинист канатной фабрики Мартынова.
- март-ноябрь 1913 г. агент по приему и отправке грузов по железной дороге ломового извозного промысла Сыркина-Марченкова.
- ноябрь 1913 — декабрь 1914 г. рабочий-машинист канатной фабрики Матынова.
- декабрь 1917 — апрель 1918 г.пулеметчик революционного батальона (Брянск).
- апрель-июль 1918 г. агент экспедиции упродкома.
- декабрь 1923 — октябрь 1924 г. заведующий материально-финансовой частью Брянского губисполкома.
- октябрь 1924 — август 1925 г. секретарь партячейки советских учреждений в Брянске.
- август 1926 — январь 1929 г. секретарь Севского укома ВКП(б).
- с января по август 1929 г. заведующий деревенским отделом и ОРГО Брянского губкома ВКП(б).

Член РКП(б) с 1919 г.
В 1931 г. окончил Коммунистический университет имени Я. М. Свердлова.
С 11.12.1932 по 1936 гг. 1-й секретарь Обкома ВКП(б) Автономной области Коми. С 1936 по 2.11.1937 гг. 1-й секретарь Коми обкома ВКП(б). Этот период отмечен вхождением в состав особой тройки, созданной по приказу НКВД СССР от 30.07.1937 № 00447 и активным участием в сталинских репрессиях.

## Завершающий этап
С ноября 1937 года решением ЦК ВКП(б) освобождён от обязанностей руководителя областной парторганизации и вызван в Москву, в распоряжение ЦК ВКП(б).
Арестован 5 июня 1938 г. Приговорён Военным трибуналом Московского округа войск НКВД 25 января 1941 г. Обвинялся по статьям 58-7 УК РСФСР, 58-8, 58-11 УК РСФСР. Приговор — ВМН. Определением Верховного суда СССР от 14.03.1941 г. ВМН заменена на 20 лет лишения свободы и 5 лет поражения в правах. Умер в ИТЛ. Реабилитирован 17 марта 1956 г..